# Holm of Cruester

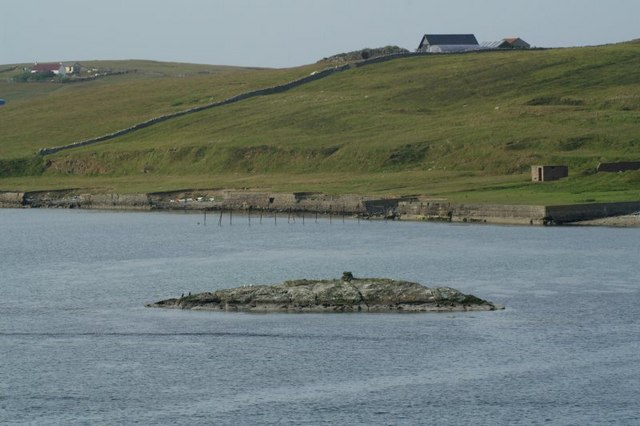
Blick von Mainland auf die Insel

Der Holm of Cruester ist eine kleine, unbewohnte Insel, die im Südosten der zu Schottland zählenden Shetlands liegt.

## Geographie
Der Holm of Cruester, der aus einem einzelnen Felsen besteht, liegt in der Wasserstraße Bressay Sound, die zwischen den Inseln Mainland im Westen und Bressay im Osten verläuft. Auf letzterer befindet sich der namensgebende Ort Cruester. Bei Hochwasser ist der Holm of Cruester weitgehend bedeckt. Zur Landspitze North Ness, die im Stadtgebiet von Lerwick auf Mainland liegt, ist es etwa einen halben Kilometer in südwestlicher Richtung.

## Historisches
Im Rahmen der historischen Gliederung Schottlands in Civil Parishes zählt der Holm of Cruester zu Lerwick.